# Pieter van der Borcht
Unter dem Namen Pieter van der Borcht waren ein oder mehrere flämische Künstler tätig (Lebensdaten zwischen 1535 und 1608). Ihre Wirkungsorte lagen in Mechelen, Antwerpen und wahrscheinlich Brüssel. Bei den häufig lediglich zugeschriebenen Werken handelt es sich um eine große Zahl von Zeichnungen, Kupferstichen, Radierungen und Holzschnitten, von denen ganze Serien auch als Buchillustrationen Verwendung fanden. Die Bildinhalte umfassen biblische und mythologische Themen, Genreszenen, Monatsbilder sowie botanische Darstellungen.

## Identität
Trotz der Vielzahl der Werke ist der Lebensweg des (oder der) Pieter van der Borcht(s) noch nicht einmal ansatzweise schlüssig nachvollziehbar. Zwei Erklärungen existieren: Entweder handelte es sich um einen außerordentlich produktiven und vielseitigen Künstler (nach Hanschke) oder um zwei, vielleicht sogar vier Personen, deren Schaffenszeiten sich überschnitten oder die zusammenarbeiteten (nach Sterre).
Das mehrere tausend Bilder umfassende Werk, die unterschiedlichen Techniken (Zeichnungen, Stiche, Holzschnitte), vor allem jedoch die Bandbreite der Bildinhalte machen die Tätigkeit mehrerer Personen wahrscheinlich. Hinzu kommen stilistische Unterschiede in der Figurenzeichnung und bei der Darstellung von Hintergrundlandschaften. Möglicherweise handelt es sich auch um Werkstattarbeiten mit Dienstleistungen fremder Hand.

## Biographische Bruchstücke
Drei Sachverhalte dürften die wesentlichen Randbedingungen für das Entstehen der Werke bestimmt haben: die räumliche Nähe der Städte Mechelen, Antwerpen (etwa 20 km nördlich) und Brüssel (etwa 25 km südlich); in Mechelen existierte offenbar eine bedeutende, wirtschaftlich erfolgreiche Maltradition; die Verwerfungen durch die Schreckensherrschaft des Herzogs von Alba, die viele Künstler 1572 zur Flucht aus Mechelen zwang.
1. Von 1552 bis wenigstens 1592 war in Mechelen ein Künstler tätig, der sowohl Radierungen als auch Holzschnitte mit dem Namenszug „Petrus van der Borcht“ versah. Ab 1564 arbeitete dieser Künstler für den Verleger Christoph Plantin (3000 Zeichnungen), davor für Bartholomeus de Momper.
2. Ab 1552 arbeitete in Mechelen ein Künstler, der Holzschnitte mit den Initialen „P. B.“ signierte.
3. Im Jahr 1580 wurde ein Maler mit dem ähnlichen Namen „Pieter Verborcht“ Meister in der Lukasgilde von Antwerpen, der er 1589 (oder 1591) bis 1592 als Dekan vorstand.
4. Einem aus Mechelen stammenden Maler wurden 1597 in Antwerpen die Bürgerrechte verliehen. Möglicherweise war dieser Künstler der Sohn von Jacob van der Borcht und der Bruder des Gemäldehändlers Pauwels van der Borcht.
5. Zwei weitere Künstler gleichen Namens lebten zu Anfang des 17. Jahrhunderts in Brüssel.

## Werke (Auswahl)
Die folgenden Werke sind offenbar alle mit „Petrus van der Borcht“ signiert:
- Illustrationen zu Imagines et figurae bibliorum (Henri Janssen Barrefelt), 100 Radierungen (1582–1585)
- Landschaften mit der Erzählung von Abraham, 6 Kupferstiche (1586)
- Illustrationen zu den Fabeln des Äsop (1593)
- Ergänzung zu Hortorum viridariorumque elegantes... (Hans Vredeman de Vries), 6 Kupferstiche (1583)
- „Großes ländliches Hochzeitsfest“, Kupferstich (1560)
- „Großes Schlittschuh-Fest in Malines (Mechelen)“, Kupferstich (1559)

## Stilistische Auffälligkeiten
Die Ausführung der Figuren im „Ländlichen Hochzeitsfest“ von 1560 (ungestalt, gedrungen) unterscheidet sich von denen in den „Imagines“ (anmutig, schlank). Die felsigen Berge in den biblischen Geschichten ähneln stark den Landschaften von Lucas Gassel.
Zwölf Monatsbilder (undatiert) mit Bildrahmen auf eigener Platte von Lucas van Doetecum wurden früher Hans Bol zugeschrieben, was zumindest für ein Frühlingsbild mit einem Gartenlabyrinth im Hintergrund weiterhin plausibel erscheint. Die Illustrationen zu Rembert Dodoens Cruydt-Boek („Kräuterbuch“) erforderten wahrscheinlich gute botanische Kenntnisse, was einen anderen Künstler nahelegt; obendrein erschien dieses Buch mit Holzschnitten bereits 1548 (13 Auflagen bis 1616).